# Темпьо-Паузания
Те́мпьо-Пауза́ния (итал. Tempio Pausania) — итальянский город в провинции Сассари на Сардинии; один из центров исторической области Галлура.
До начала XX века назывался просто Темпьо. Слово «Паузания» было добавлено к названию города, чтобы возродить и увековечить имя поселения, существовавшего в этой местности в IV—VI веках. С 2005 по 2016 годы — административный центр (вместе с Ольбией) бывшей провинции Ольбия-Темпио.
Покровителем населённого пункта считается святой Павел Фивейский, престольный праздник которого отмечается 30 августа.

## Территория и климат
Темпьо-Паузания расположен на холмистом гранитном плоскогорье, покрытом лесами из пробкового дуба, высота которого увеличивается к юго-востоку к горному массиву Лимбара (1359 м). Климат Темпьо — субтропический средиземноморский, с мягкой дождливой зимой и жарким сухим летом. Летом температура воздуха превышает 30 градусов. Ручьи, стекая с гор, частично впадают в реку Лиша на северо-востоке, частично — в реку Когинас на юго-западе. Снегопады в долинах редки, в горах — довольно обычны. Зона сейсмической активности — 4 (опасность минимальна).

## История

### Древний период

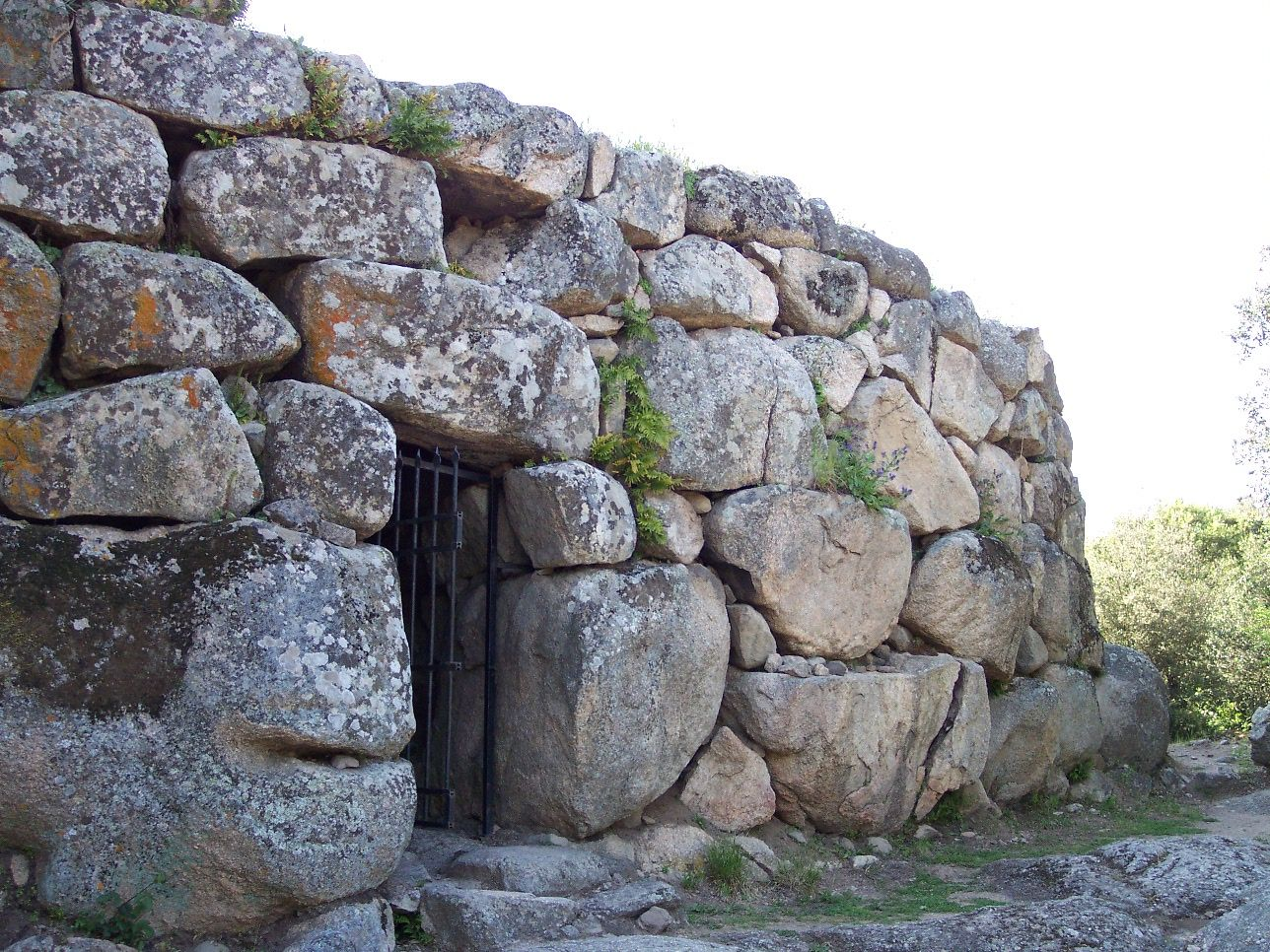
Нураг Майори

Археологические находки свидетельствуют о том, что люди жили в этих местах с доисторических времён.
В окрестностях Темпьо находятся около десятка нурагов — мегалитических башен, сложенных из камней сухой кладкой. Их строили с конца II тыс. до н. э. и до захвата Сардинии римлянами в 238 году до н. э. Обычно они располагаются в стратегически важных местах — на вершине холма с панорамным обзором. Назначение нурагов неизвестно — они могли служить укреплениями, храмами, жилищами или сочетать данные функции. Ближе всего к городу находятся нураги Ньедду, Майори, Монтесу, а нураг Темпьо расположен прямо в городской черте.
О заселении территории современного Темпьо в древнеримскую эпоху свидетельствуют обнаруженные здесь участки дорог с верстовыми столбами, фрагменты каменной кладки, монеты, надгробные стелы с латинскими надписями.
В первые века новой эры на Сардинию приходит и распространяется христианство. В конце II века у Галлуры — северного региона Сардинии — появляется первый епископ — святой Симплиций из Ольбии. С падением в конце V века Западной Римской империи территория теряет связь с Римом и приходит в упадок, а на месте разрушенной пиратами Ольбии к VI веку возникает населённый пункт Паузания, который является центром христианской епархии. В письмах папы Римского Григория I в 594 году упоминается епархия Паузания, а в 599 году — её епископ Витторе. Именно от неё стали впоследствии отсчитывать свою историю жители Темпьо, добавив к названию города слово «Паузания».

### Период юдикатов

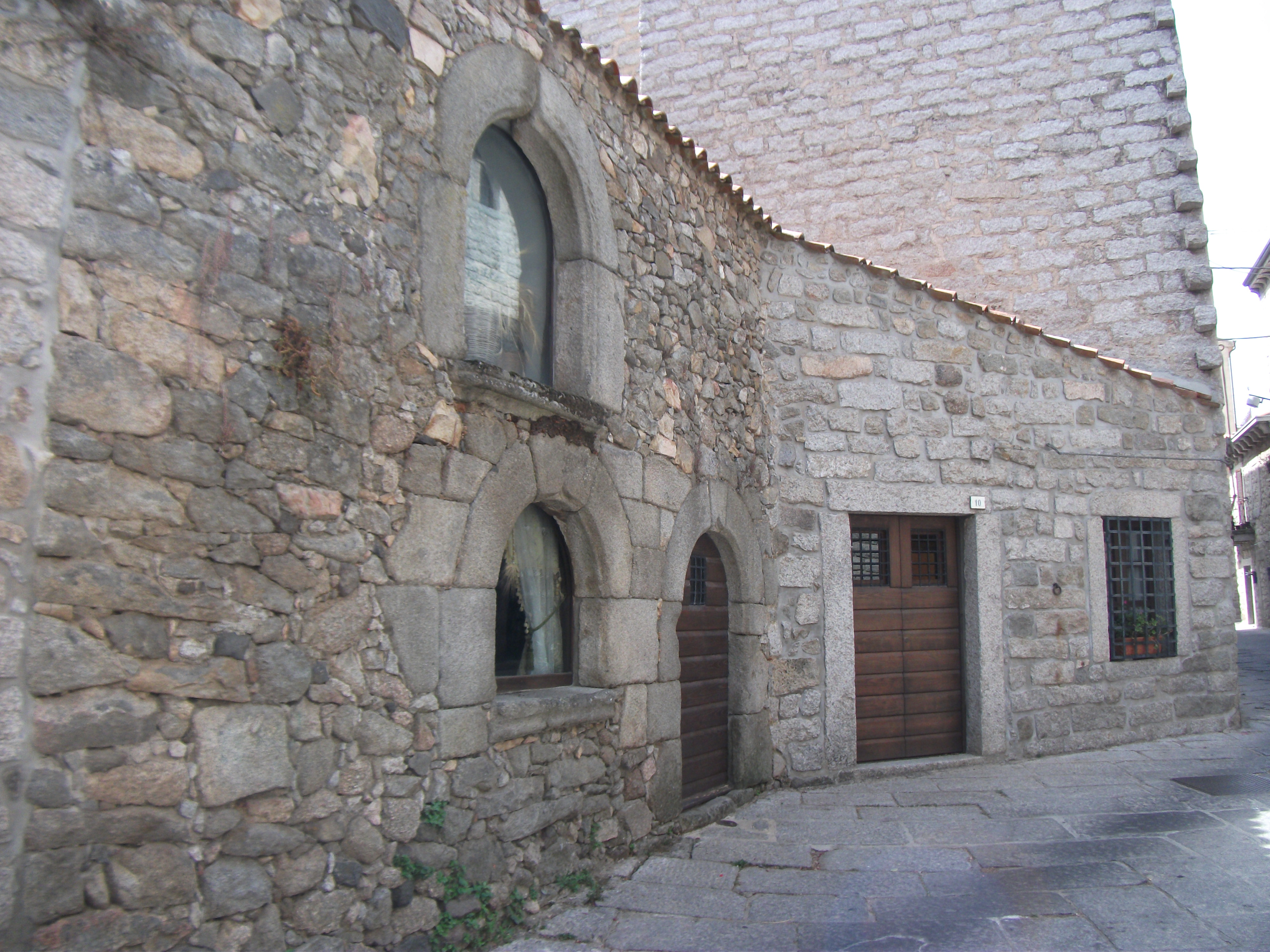
Дом Нино Висконти

Темпьо же впервые упоминается как населённый пункт в 1173 году в деловой переписке Бернардо, епископа Ольбии, с Управлением Пизанского собора. Данная территория входила тогда в состав независимого феодального государства — юдиката Галлура, находившегося под влиянием Пизанской республики. В XIII веке в Темпьо были построены церкви Санта-Кроче, Сан-Пьетро и Ностра-Синьора-дель-Розарио, вокруг которых развивалось поселение.
До наших дней рядом с площадью Галлуры сохранился фрагмент здания средневековой постройки, считающийся в народной традиции домом Нино Висконти (1265—1296), последнего юдекса галлурского, того самого «Нино благородного», с которым встречается Данте Алигьери в восьмой песни «Чистилища» «Божественной комедии». После ранней смерти Нино Висконти вдова его Беатриче д’Эсте повторно вышла замуж, а земли отошли к Пизанской республике.

### Арагонско-испанский период
В 1323 году войска наследника арагонского престола Альфонсо высадились на Сардинии и начали боевые действия против пизанцев. Быстро занимая территорию, арагонцы раздавали завоёванные земли в феодальное владение участникам похода. Темпьо был отдан Вильгельму Пуджальт, что вызвало недовольство населения. Последовал длительный период упадка: Арагонский королевский дом, Генуэзская республика, пизанцы и соседний юдикат Арборея отвоёвывали друг у друга территории, крестьяне бунтовали против феодальной зависимости, неурожаи, эпидемии чумы и малярии, набеги пиратов опустошали деревни. Уцелевшие жители перебирались в Темпьо и другие крупные поселки. Так, если с 1324 года до 1485 года численность населения всей Галлуры сократилось с 1337 семей до 573, то население Темпьо за этот же период возросло с 30 до 229 семей .

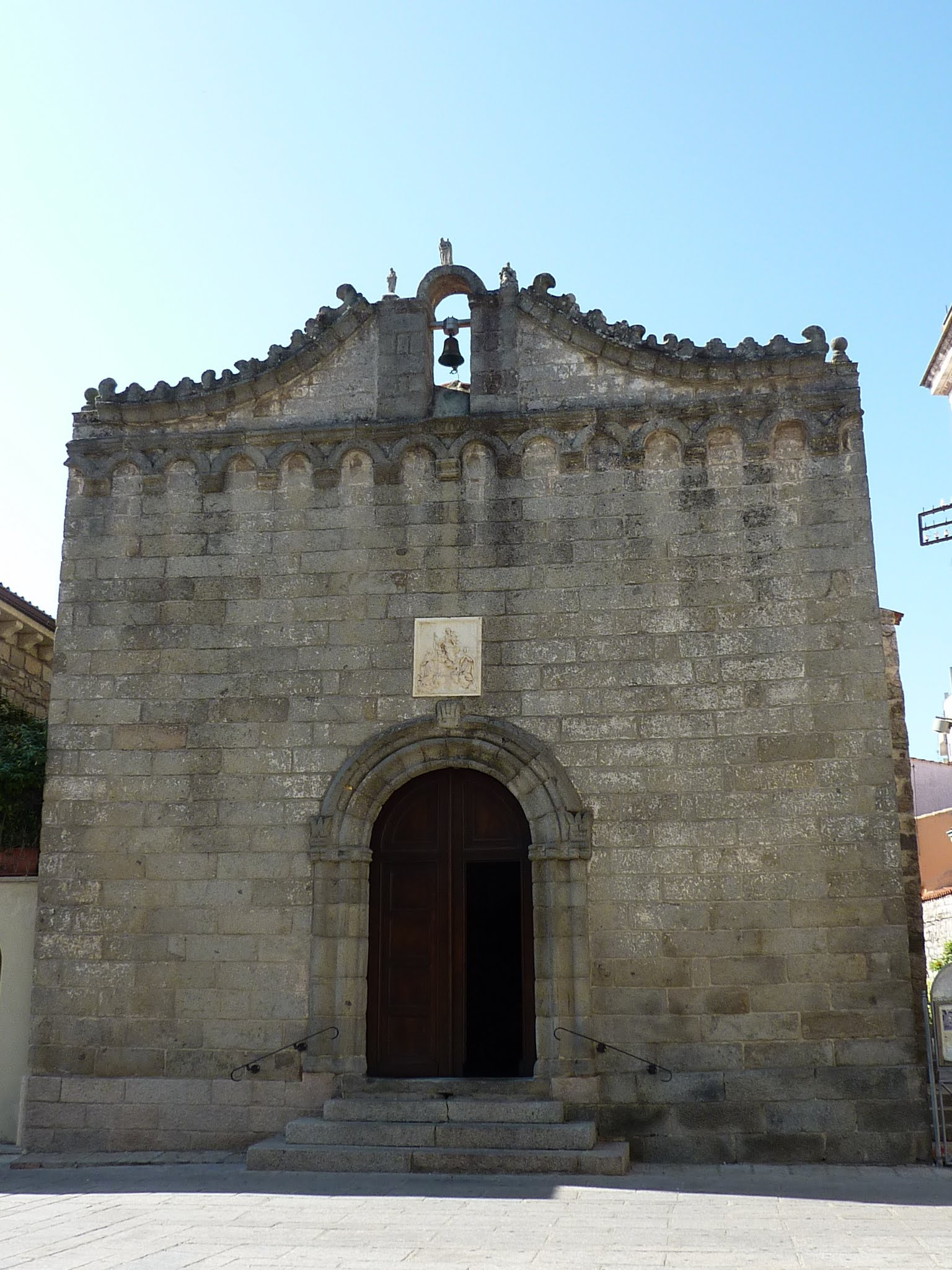
Церковь Ностра-Синьора-дель-Розарио

В 1420 году, после поражения арборейцев, власть Арагона устанавливается окончательно, а Темпьо переходит во владение могущественного сардинско-испанского рода Карроз. Со второй половины XV века посёлок развивается как центр региона, специализирующегося на животноводстве; население увеличивается, в том числе за счёт иммиграции с соседней Корсики. В 1479 году путём слияния арагонского и кастильского престолов возникает королевство Испания, и Сардиния автоматически входит в его состав. Государственным языком становится испанский. Возникновение в начале XVI века крупного скотоводческого рынка способствует переселению в Темпьо купцов, а за ними и мелкого дворянства. В 1543 году был основан францисканский монастырь, при котором построена церковь. В 1630 году, несколько раз сменив владельцев, Темпьо входит в состав маркизата Орани, здесь учреждается феодальный суд первой инстанции. Со временем сюда переезжает епископ, официальная резиденция которого находится в Кастельсардо. Окрестные деревни постепенно заселяются. Центр посёлка начинает застраиваться зданиями из серого гранита в несколько этажей, такими же, как на юге Корсики. В них селятся дворянские семьи, переезжающие на постоянное жительство.
В 1665 году монахи специализирующегося на педагогике ордена пиаристов закладывают в Темпьо основы гимназического образования, открыв школу, где обучают мальчиков латыни, философии, музыке и теологии, подготавливая их к поступлению в университет. К 1698 году Темпьо насчитывает 3867 жителей, постепенно приобретает вид города и становится одним из крупнейших населённых пунктов северной Сардинии. Начиная с середины XVII века местная знать подаёт каждому созыву испанского парламента прошение о предоставлении Темпьо статуса города, но так его и не получает, потому что не может собрать требуемую для этого сумму денег.

### Австрийско-савойский период
В ходе войны за испанское наследство (1701—1714) Сардиния переходит в руки Австрийской монархии. Дворяне Темпьо, настроенные враждебно к происпанской аристократии Кальяри, под руководством Франческо Пес и Джованни Валентино выступили в поддержку Австрии и не дали сторонникам Испании, высадившимся в 1710 году в Ольбии, продвинуться вглубь острова. За это Карл VI пожаловал Ф. Пес титул маркиза Вилламарина, Д. Валентино сделал графом Сан-Мартино, а Темпьо освободил от налогов. Положение города от этого укрепилось; значение его продолжает возрастать и после перехода Сардинии в 1720 году по Лондонскому договору к Савойскому дому. Ослабление власти маркизов, которые уехали на жительство в Испанию, стабильность и безопасность городской жизни по сравнению с деревней, остававшейся во власти шаек разбойников, контрабандистов и мятежных пастухов, делают Темпьо фактической столицей региона. А многочисленность дворянского общества, наличие нескольких школ и религиозных орденов с их образованными членами и богатыми библиотеками закрепляют за городом славу передового культурного центра. Здесь родился и жил дон Гавино Пес (1724—1795) — первый галлурский поэт, создавший литературный вариант местного галлурского диалекта и писавший на нём лирические стихи и песни.

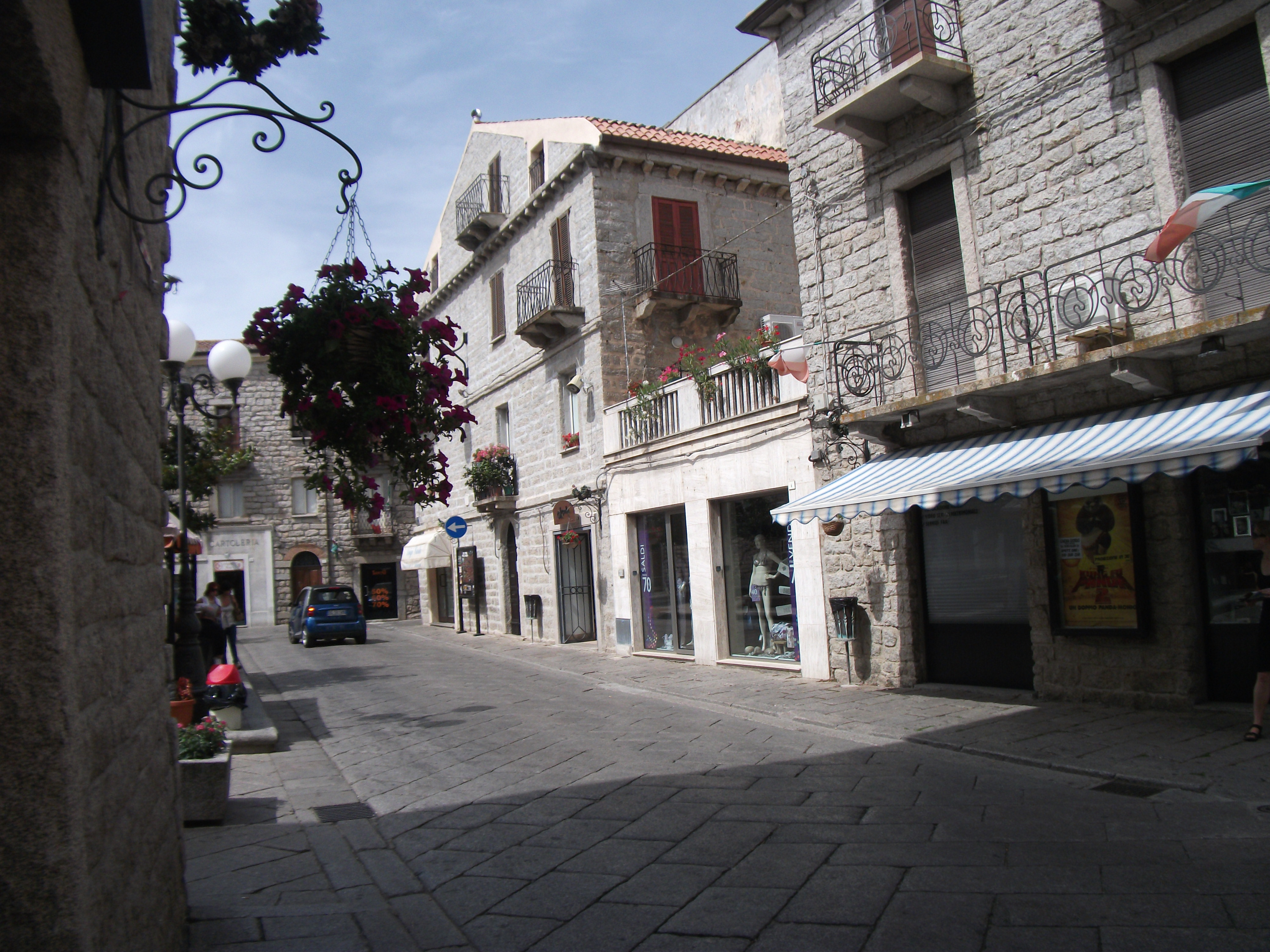
Площадь Италии

В начале XIX века Teмпьо вместе с окрестными деревнями насчитывает 5800 жителей и является шестым по численности городом Сардинии. Окрестные земли постепенно приватизируются. Растёт влияние дворянских родов, существующих, в основном, на доходы от сельского хозяйства и контрабанды, на политику правительства в Кальяри, а Джакомо Пес ди Вилламарина (1750—1827) даже занимает в 1816 году пост вице-короля Сардинии. В 1836 году Темпьо получает, наконец, от короля Карла Альберта долгожданный статус города, а через два года освобождается от феодальной зависимости. Город приобретает новые административные функции: в 1831 году становится центром одноимённой провинции, с 1837 здесь расположен один из семи судебных округов Сардинии, с 1839 года — резиденция католического епископа. Темпьо расширяется за счёт застройки характерными зданиями из серого гранита, сооружаются городской крытый рынок, таможня, тюрьма и суд. Утверждается градостроительный план, согласно которому улицы были замощены гранитом и озеленены. Строится новая дорога от Ольбии до Сассари. Во второй половине XIX века дворянство постепенно беднеет и приходит в упадок; на первый план выходит городская буржуазия, занятая в торговле, администрации, ремесленном производстве и сфере обслуживания, а также и в сельском хозяйстве.

### Итальянский период

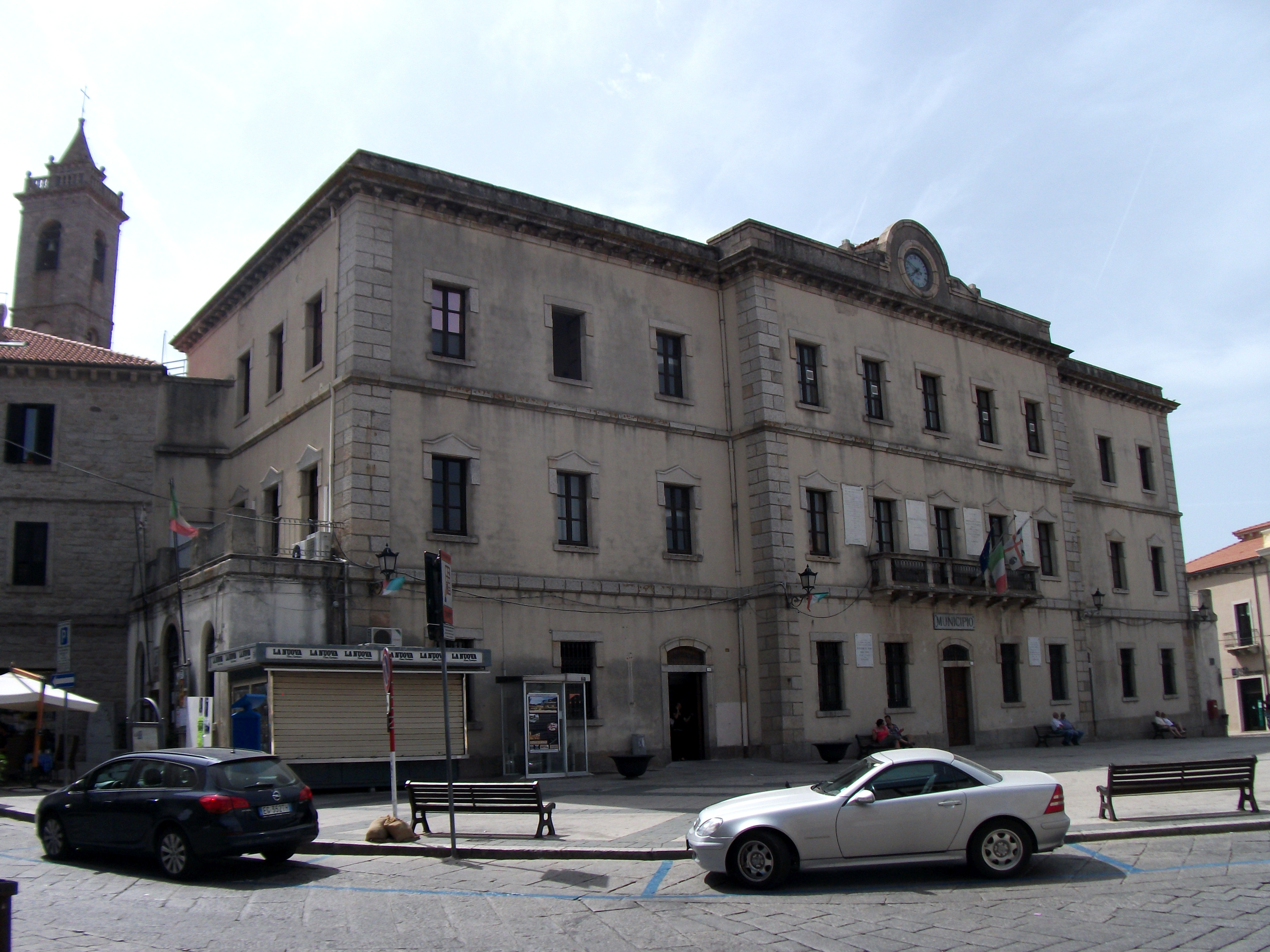
Здание городской администрации

В 1861 году итальянские государства объединяются на базе Сардинского королевства в единую страну — Королевство Италия. В это время Темпьо с населением 4791 человек является четвёртым по численности городом Сардинии и центром самой большой по площади коммуны, простирающейся от Санта-Тереза-Галлура до Сан-Теодоро и включающей неосвоенную тогда территорию нынешнего Изумрудного Берега. В 1870 году при финансовом участии коммун региона был реконструирован порт Ольбии и открыто регулярное морское сообщение с Чивитавеккьей. Сельское хозяйство этого периода страдает от раздробленности земельных участков, технологической отсталости и непомерных налогов, а промышленность практически отсутствует. В конце XIX века возникают первые промышленные предприятия по производству пробки и гранита. В официальных документах появляется двойное название города — Темпьо-Паузания. Строится новое здание городской администрации. В 1888 году узкоколейная железная дорога Темпьо-Монти связывает город с основной железнодорожной линией острова Кальяри — Гольфо-Аранчи. В 1895 году на месте ликвидированного францисканского монастыря открывается военный госпиталь, а в 1911 году появляется и первая гражданская больница; начинает функционировать междугородняя телефонная связь.

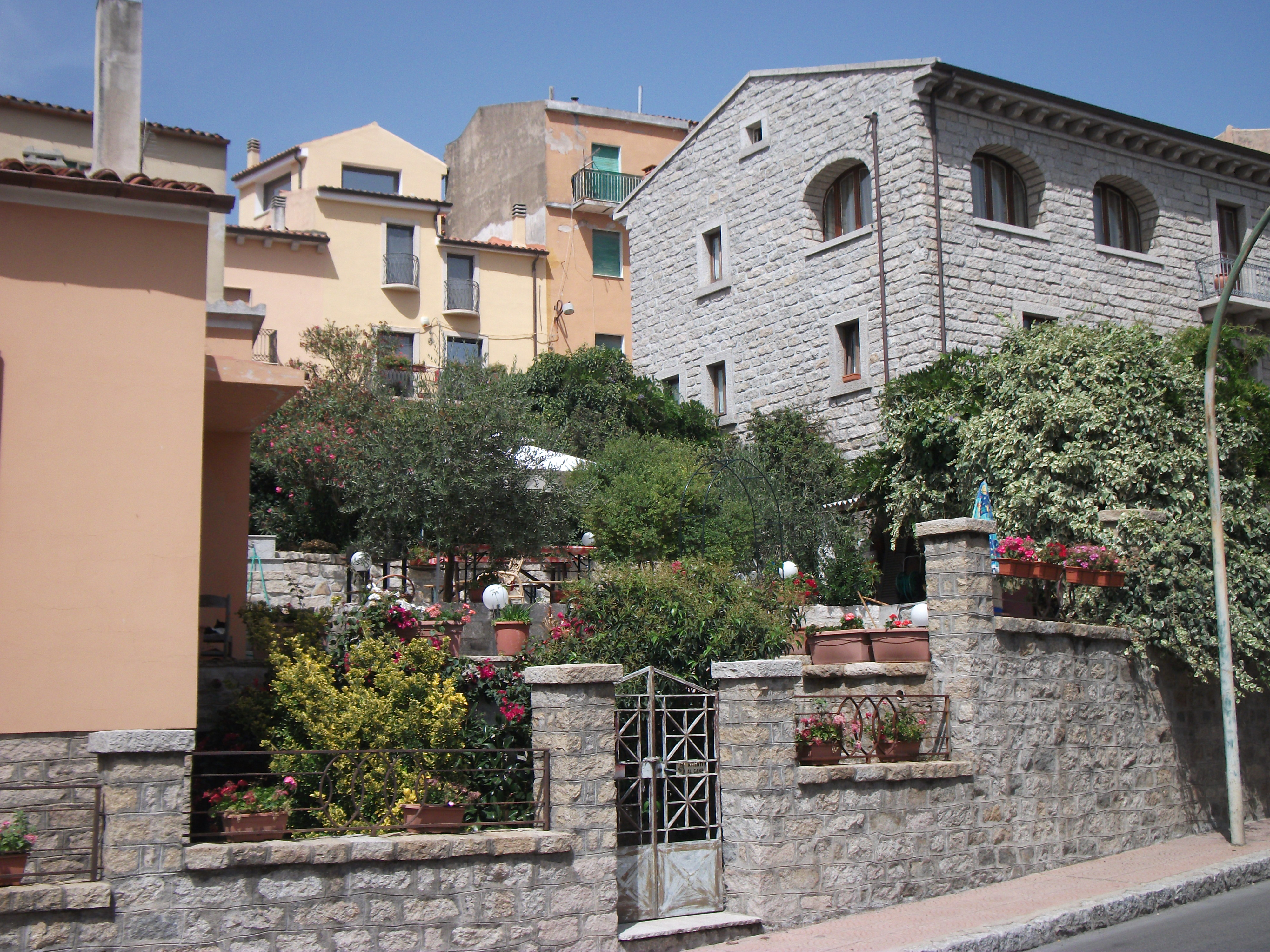
Современная застройка — улица Св. Франциска

В период между Первой и Второй мировыми войнами в Темпьо было расквартировано несколько воинских частей, для чего были построены соответствующие военные городки. Открывается городской театр и железнодорожный вокзал, прокладываются железнодорожные линии на Сассари и на Палау. Рост же промышленности замедляется вследствие экономического кризиса. Политическая жизнь в это время характеризуется противоборством фашистов и социалистов. Активных боевых действий во время Второй мировой войны в Темпьо не было; 10 сентября 1943 года, после заключения Италией перемирия с войсками антигитлеровской коалиции, по городу прошли отступающие на Корсику немецкие войска.
После войны территория коммуны Темпьо уменьшается в несколько раз, так как входящие в неё посёлки образовывают собственные административные единицы. С развитием туризма резко возрастает численность населения и экономическое значение прибрежных населённых пунктов. Главным городом северо-восточной части Сардинии становится Ольбия, к 2000 году более чем в три раза обогнавшая Темпьо по численности населения. Темпьо-Паузания утрачивает роль экономического центра региона. Развивается сеть автомобильных дорог и общественный транспорт, но при этом закрывается регулярное движение по всем железнодорожным линиям. Постепенно из Темпьо выводятся все военные организации, а занимаемые ими здания передаются городу. Численность населения города медленно, но растёт за счёт притока из окрестных деревень, достигнув почти 14 тысяч человек. Идёт, соответственно, и жилищное строительство. Темпьо сохраняет функции административного и образовательного центра. Близость аэропорта и курортов международного значения способствует развитию туризма.

## Достопримечательности[7]
- Нураг Майори, относящийся к смешанному типу, так как в нём сочетаются признаки нурагов в виде толоса и нурагов коридорного типа. Имеет в плане яйцевидную форму, сложен из крупных гранитных камней, которые больше обработаны вокруг входа, обращённого на юго-запад. Центральный коридор проходит от входа через всю длину сооружения и выходит в полукруглый двор. Справа и слева от коридора имеется по одному овальному помещению с потолком в виде ложного свода. Полукруглая каменная лесенка внутри стены в южной её части ведёт на второй этаж, где видны основания двух башен. Нураг расположен примерно в 2 км от города по дороге [8].

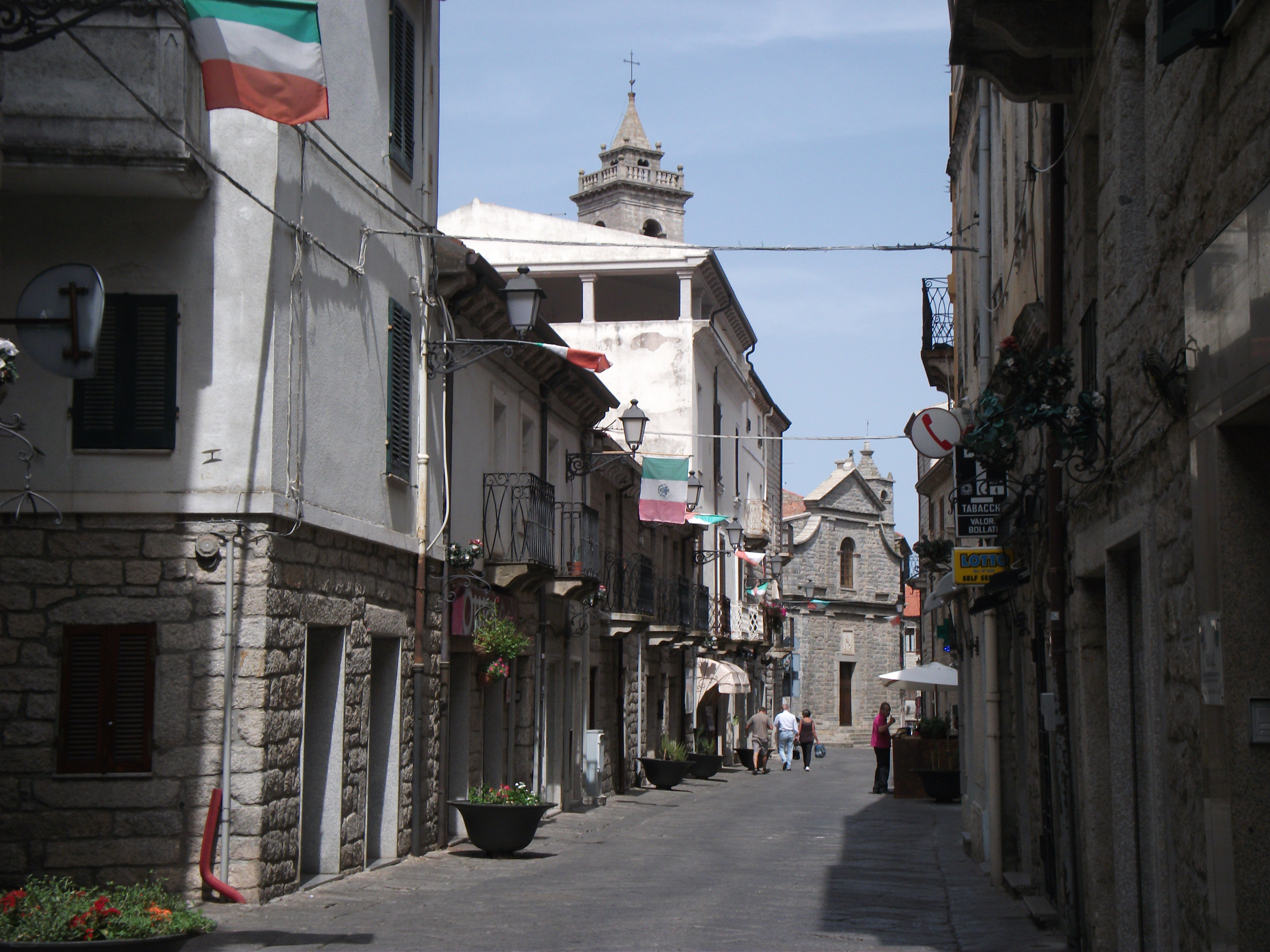
Виа Рома с церковью Санта-Кроче на заднем плане

- Весь исторический центр, сохранивший облик конца XVIII — начала XIX века, застроенный зданиями в 2—3 этажа из блоков серого гранита. Характерны такие улицы, как виа Рома, корсо Маттеотти, виа Манну.
- «Дом Нино ди Галлура» (XIII век) — фрагмент средневековой постройки с арочной дверью и двумя арочными окнами разного размера, встроенный в более позднее здание, принадлежавший, по преданию, Нино Висконти ди Галлура (1265—1296), последнему правителю юдиката Галлура, упомянутому Данте в «Божественной Комедии».

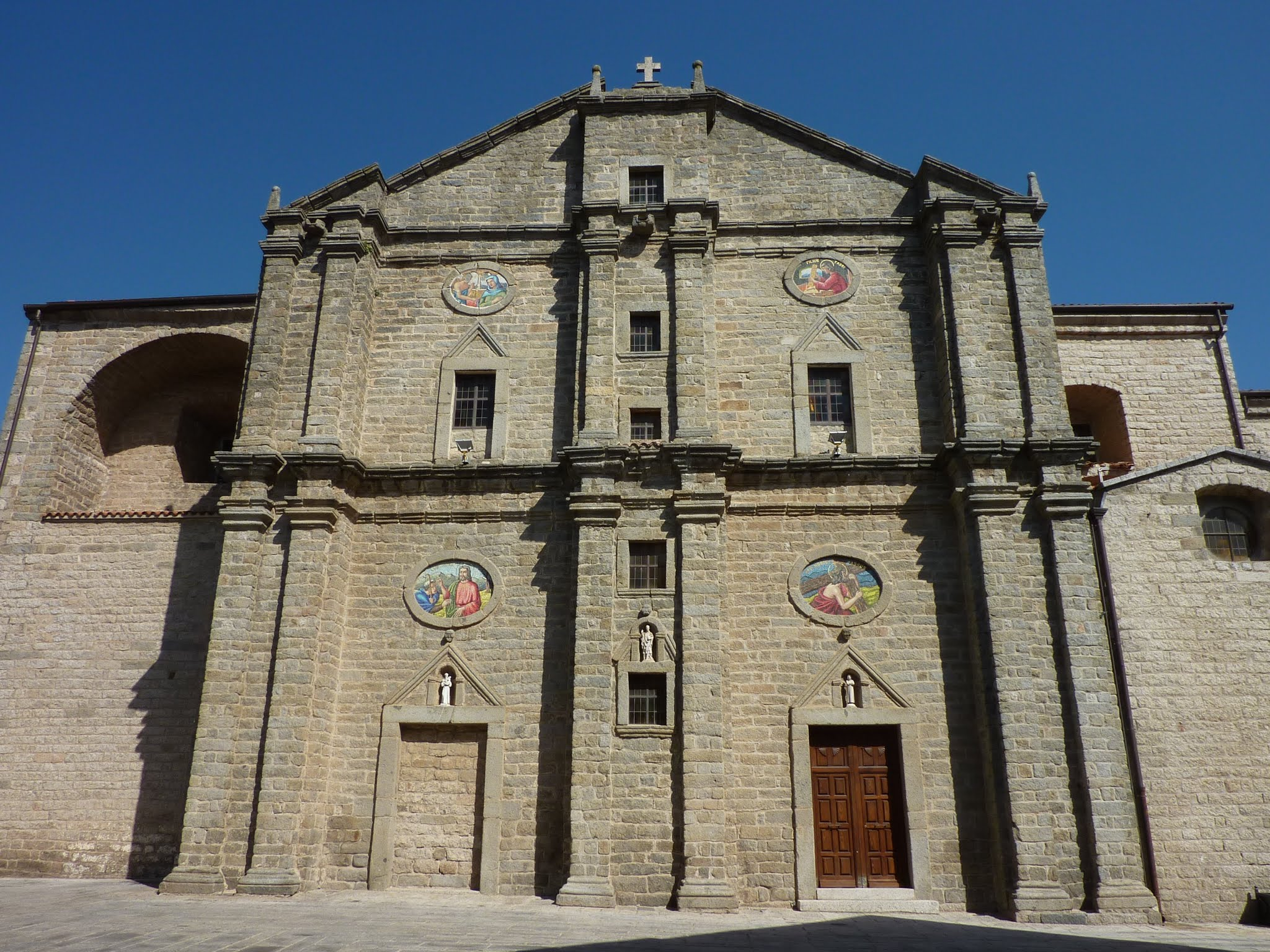
Южный фасад собора Сан-Пьетро

- Церковь Санта-Кроче, XIII—XIX в.[9] Южный фасад собора Сан-Пьетропристроена к колокольне собора Сан-Пьетро, и в то же время имеет собственную звонницу на крыше. Первоначально построенная в романском стиле, церковь подверглась многократным значительным реконструкциям. В фасаде, появившемся в 1830-е годы, сочетаются черты барокко и неоклассицизма. Он разделён карнизом по горизонтали на две части, украшенные лопатками, и увенчан треугольным фронтоном. Интерьер — однонефный, потолок в виде цилиндрического свода усилен круглыми арками. С правой стороны в нише — горельеф XVI века из орехового дерева «Снятие ангелами с креста». Замечателен также деревянный алтарь с изображением распятия. В 1997 году в церкви был установлен орган работы П. Чиреза на 4 регистра.
- Церковь Ностра-Синьора-дель-Розарио, XIV—XVIII век[10][11]. Фасад в стиле арагонской готики с арочным порталом и фризом в виде полукруглых арочек на кронштейнах увенчан фронтоном с волютами, тремя небольшими мраморными статуэтками и звонницей, колокол которой сохранился с 1633 года. В интерьере — единственный неф разделён на четыре травеи стрельчатыми арками, поддерживающими двускатный кессонный потолок; деревянный алтарь XVIII века.

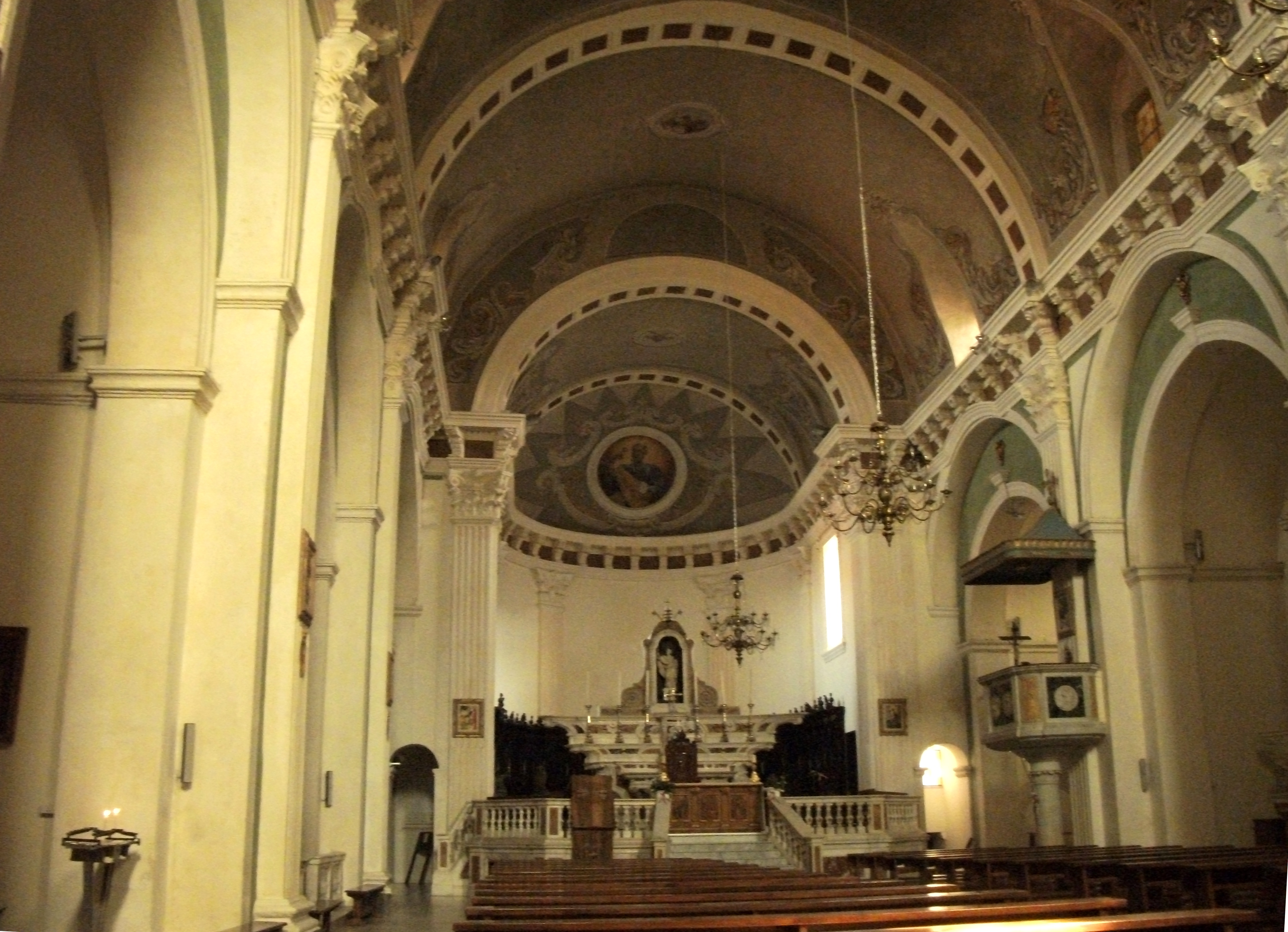
Интерьер собора Сан-Пьетро

- Собор Сан-Пьетро, XV—XIX в.[12],[13]. Интерьер собора Сан-ПьетроОт первоначального сооружения сохранились только портал главного фасада и нижняя часть колокольни. Нынешний облик церковь приобрела в 1827—1839 года, после того как она получила статус собора и была полностью перестроена по проекту Д. Канти. Здание было удлинено на одну травею, появился южный боковой фасад с двумя ярусами сильно выступающих лопаток, окнами с треугольными фронтонами и четырьмя круглыми мозаичными панно с изображениями святых. В интерьере собора единственный неф завершается полукруглой апсидой; по четыре боковых капеллы с каждой стороны, цилиндрический свод. Главный алтарь, ограждающая его балюстрада, амвон, статуи выполнены в 1830-е годы из мрамора в стиле генуэзского барокко. В 1980 году был установлен орган на 25 регистров работы П. Чиреза.
- Церковь Сан-Франческо[14], 1543—1548 г.г. являлась частью францисканского монастыря. Стены позднеготического сооружения усилены контрфорсами, крыша — двускатная, фасад украшен одним арочным окном над арочным порталом. Интерьер — однонефный, с цилиндрическим сводом и четырьмя боковыми капеллами с каждой стороны. Здесь похоронен дон Гавино Пес (1724—1795) — первый поэт, писавший на галлурском диалекте.Монастырь пиаристов

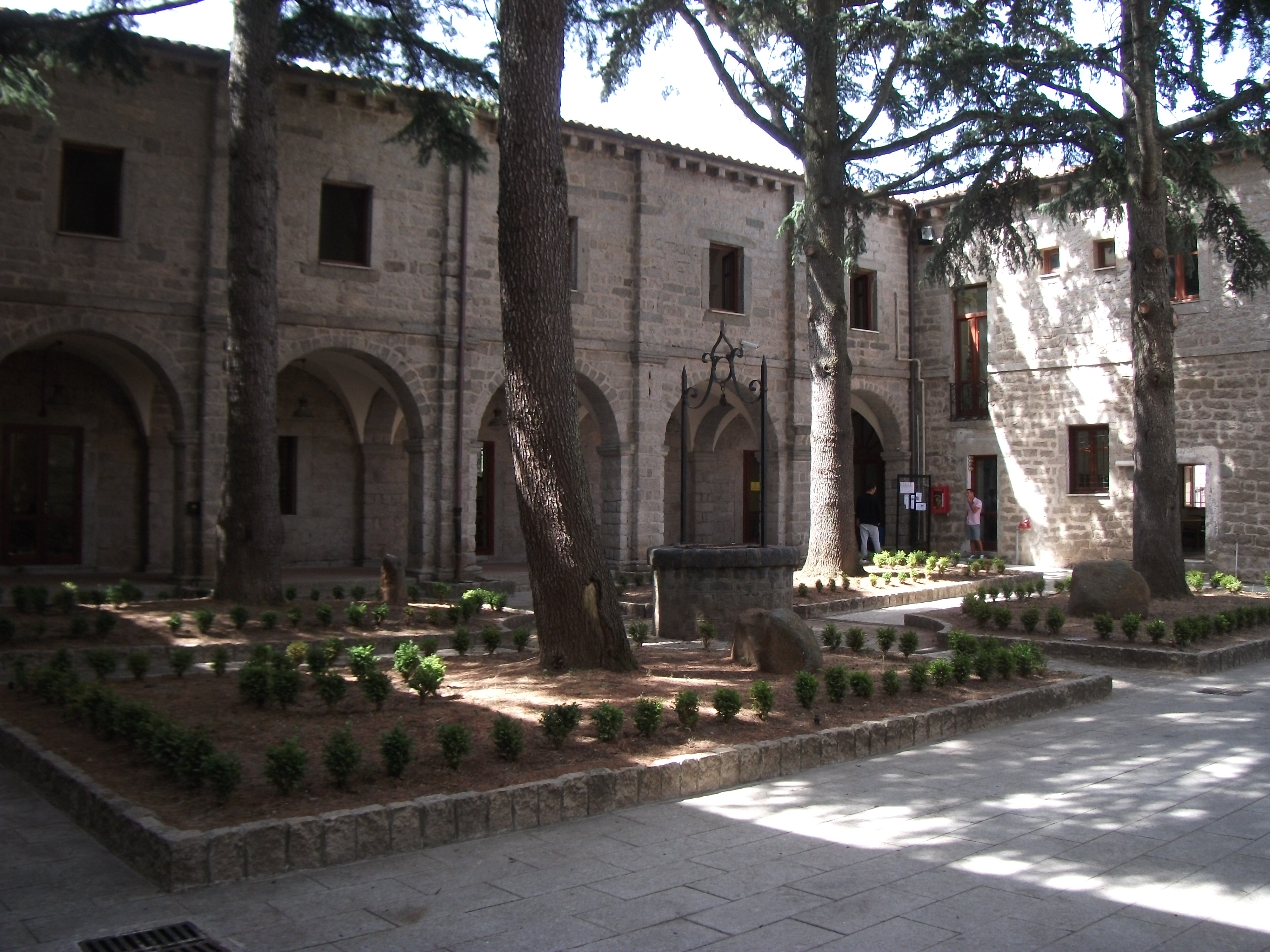
Монастырь пиаристов

- Палаццо Пес ди Вилламарина на площади Галлуры[15], (1-я половина XVII века) — старейшая городская резиденция дворянской фамилии Пес, получившей в 1711 году титул маркизов ди Вилламарина; дополнительные флигеля пристраивались к зданию до конца XIX века. Впоследствии его владелец епископ М. Пес передал часть здания в собственность церкви, и более ста лет в нём располагалась семинария. Сейчас в палаццо открыт Епархиальный музей, при котором существует выставочный зал.
- Палаццо Пес ди Вилламарина на площади Бригады «Сассари»[16], (XVII век) — ещё один особняк семьи Пес ди Вилламарина. Сейчас здесь работает администрация провинции Ольбия-Темпио.
- Церковь Сант-Антонио[17], 1657 г., была построена А. С. Пес Гарруччо на собственные деньги, перестроена в 1788 году. Фасад увенчан треугольным фронтоном, на правом его углу — колокольня в виде башенки квадратного сечения с куполом. Интерьер — однонефный с тремя боковыми капеллами с каждой стороны.
- Здание монастыря пиаристов[18] (XVII—XIX век) с характерным клуатром с фонтанами построено монахами для размещения первой в регионе общеобразовательной школы, существенно перестроено в 1821 году. Ныне здесь расположены библиотека и музей оперного певца Бернардо Де Муро.

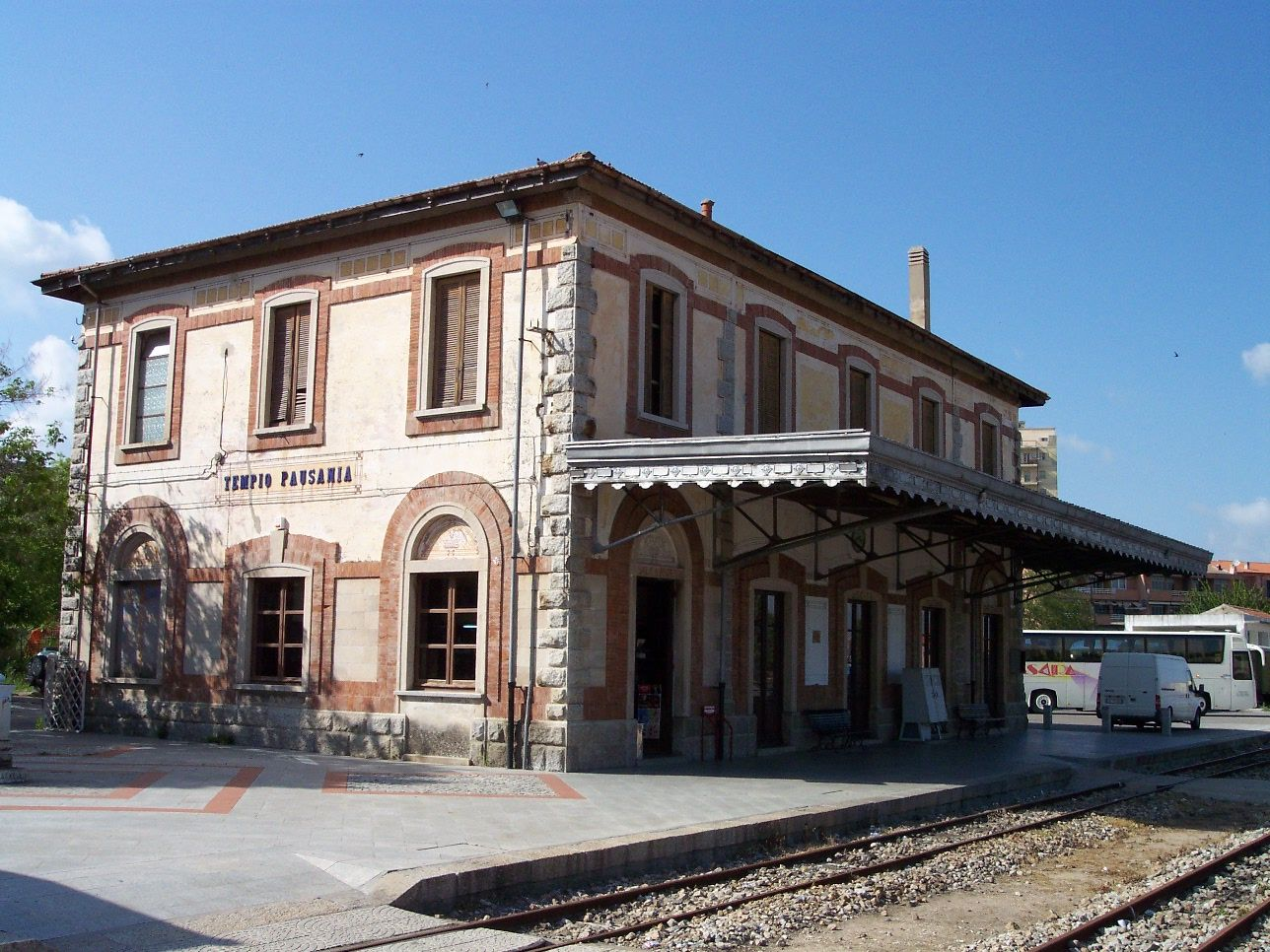
Железнодорожный вокзал

- Церковь Пургатория[19] (1679) по преданию, сооружена во искупление греха дворянином Дж. Мисорро, убившем на этом месте своих врагов. Над архитравным порталом, расположено единственное арочное окно, на коньке двускатной крыши — звонница с колоколом. Однонефный интерьер разделён аркой на две травеи, потолок над нефом — двускатный, над пресвитерием — цилиндрический свод. Алтарная картирна работы, предположительно, римского художника Дж. Гецци (1634—1721).
- Тюрьма «Ла Ротонда» (1845) — имеет в плане форму кольца, построена по типовому проекту для тюрем XIX века.
- Здание муниципалитета (1882) по проекту архитектора Ф. М. Кабелла, построенное специально для размещения городской администрации на месте бывшего монастыря капуцинок.
- Палаццо Сангвинетти[20](начало XX века) — неоклассический особняк, принадлежавший семье богатых генуэзских судовладельцев. В интерьере сохранились фрески с цветочными мотивами работы миланского художника А. Довера и антикварная мебель.
- Театр «Кармин» (1928—1929) работы архитектора А. Факонти в стиле модерн.Монумент павшим воинам в парке Памяти

Монумент павшим воинам в парке Памяти

- Железнодорожный вокзал[21](1930—1933) в стиле модерн интересен сочетанием различных материалов в отделке, проработкой деталей: цветовой контраст жёлтой штукатурки с красным кирпичом и серым гранитом, расписные медальоны на фасаде, навес из кованого железа над входом. Зал ожидания украшен картинами выдающегося сардинского художника Д. Биази (1885—1945).
- Церковь Сан-Джузеппе[22](1947—1999) с 37-метровой кампанилой построена в благодарность за избавление города от бомбардировок во время Второй мировой войны. Фасад и кампанила украшены рельефными круглыми арками на всю высоту здания. Над порталом — люнет с изображением св. Иосифа с младенцем, выше — роза с витражом. Интерьер — однонефный, украшен большим мозаичным панно.
- Парк Памяти из каменных дубов по числу жителей города, погибших в Первую мировую войну, с монументом павшим воинам.
- Минеральный источник Ринаджу с водолечебницей, расположенный в парке на окраине города.

## Население
Численность населения

### Национальные меньшинства
На 1 января 2021 в Темпьо-Паузания проживали 394 иностранных гражданина, что составляло 2,9 % населения. Из них:
- Румыния — 181
- Китай — 35
- Марокко — 32[24]

## Культура

### Музеи
- Музей выдающегося итальянского тенора Бернардо Де Муро (1881—1955) в здании монастыря пиаристов[25];
- Епархиальный музей при соборе Сан-Пьетро в Палаццо Пес ди Вилламарина[26];
- Железнодорожный музей в помещении старой мастерской при железнодорожном вокзале[27];
- Музей оборудования при Экспериментальной станции по производству пробки[28];.

### События

#### Карнавал
В последнюю неделю перед Великим постом в Темпьо-Паузании проходит карнавал. Самый масштабный и известный из карнавалов Сардинии, карнавал в Темпьо в своём теперешнем виде был возрождён в 1956 году, хотя традиции его уходят в глубину веков. Он начинается в жирный четверг с торжественного входа в город огромной куклы — короля карнавала Джорджо, которого будут прославлять в течение всего праздника. По центральным улицам города несколько раз проезжают карнавальные повозки, украшенные фигурами из папье-маше, проходят костюмированные группы, оркестры, танцоры, мажоретки; как местные, так и приглашённые из других городов и стран. В воскресенье празднуется свадьба короля Джорджо с простолюдинкой Манненой, одетой, как правило, очень откровенно. Согласно традиции, Маннена подарит королю сына, который станет королём Джорджо следующего карнавала.. В понедельник проходит детское костюмированное шествие. В последний день карнавала, жирный вторник, награждаются победители конкурсов карнавальных повозок и групп, а вечером короля Джорджо судят, признают виновным в измене жене и во всех творимых Властью несправедливостях, и сжигают на костре. Карнавал заканчивается танцами на площади под аккомпанемент музыкально-пиротехнического шоу.

#### Международный фестиваль фольклора

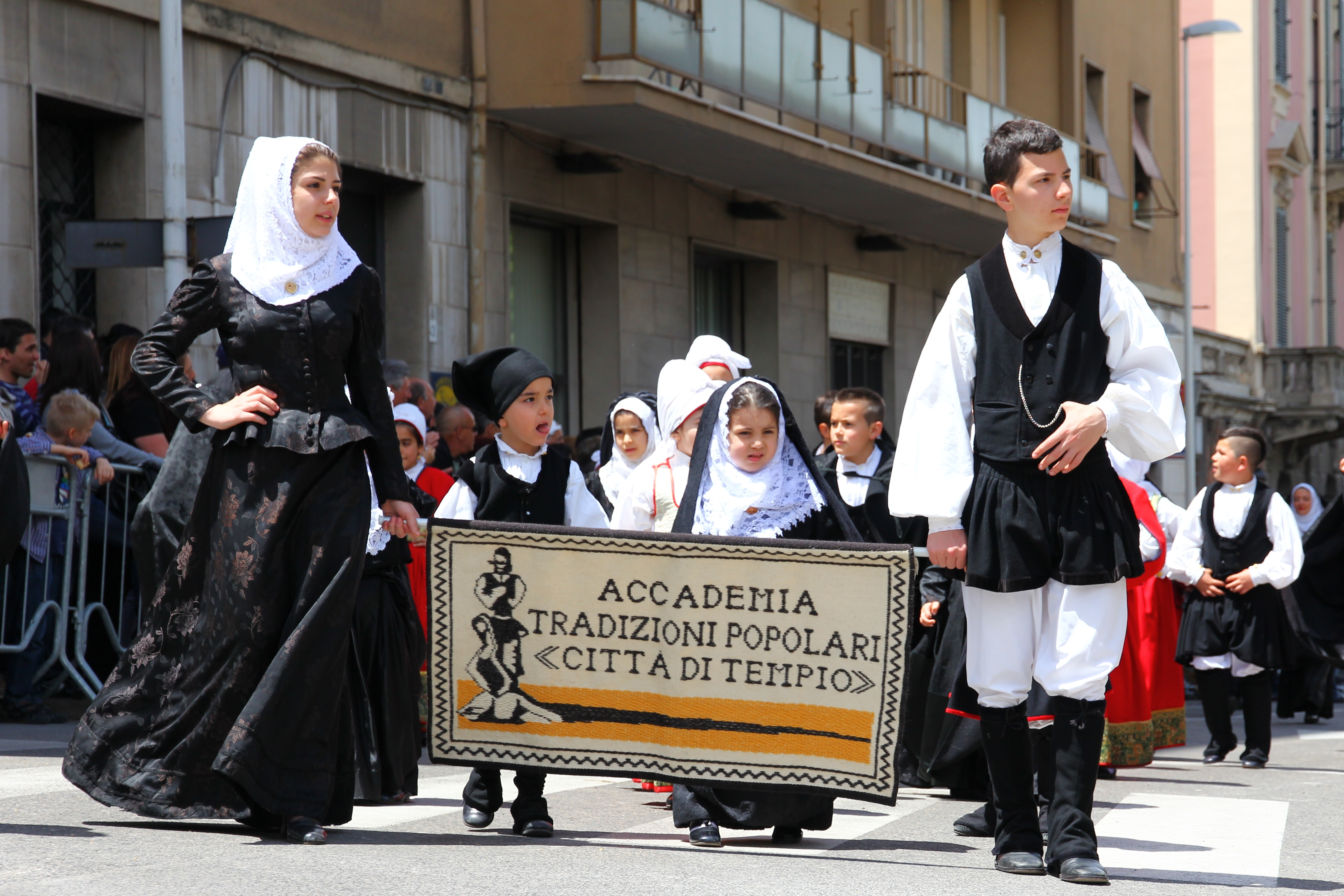
Народные костюмы Темпьо-Паузании

Фольклорная организация под названием «Академия народных традиций города Темпьо» во второй половине июля проводит посвящённый своей основательнице Изе Бьонда фестиваль фольклорных коллективов, в котором принимают участие как местные сардинские группы, так и гости из других стран.

#### ДниФабрицио Де Андре
Посвящены памяти поэта и автора-исполнителя Фабрицио Де Андре, который провёл часть жизни в своём имении, расположенном в окрестностях Темпьо. В программу дней, проводимых в июле, входят музыкальные вечера, выступления артистов, литературный конкурс и фестиваль короткометражных фильмов.

## Экономика

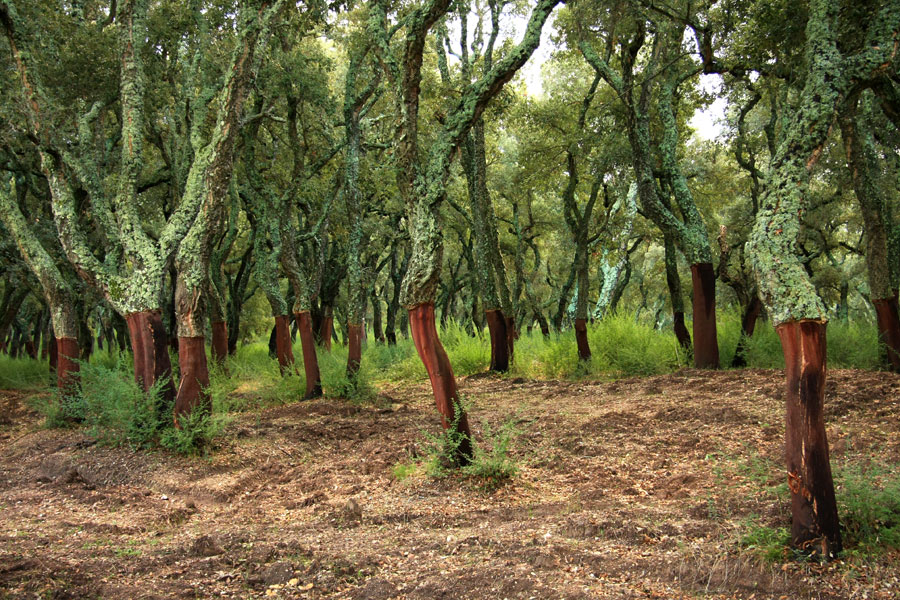
Плантация пробковых дубов в пригороде Темпьо-Паузании

Основой экономики является выращивание пробкового дуба и производство из него пробки, а также добыча и обработка гранита. Функционируют небольшие предприятия пищевой, лёгкой и деревообрабатывающей промышленности, производство стекла и строительной керамики. Промышленная зона города вытянута на несколько километров вдоль автодороги  в направлении Каланджануса. Винодельческое предприятие «Кантина ди Галлура» выпускает такие известные вина как «Верментино ди Галлура» DOCG и игристый «Мускат Темпьо», являющийся разновидностью «Муската Сардинии» DOC. На базе термических минеральных источников работают водолечебница и предприятие по розливу минеральной воды. Имеются многопрофильная больница, отделения банков, несколько школ и средних специальных учебных заведений, библиотека, футбольный стадион им. Нино Манкони на 4000 мест, плавательный бассейн и открытый стадион им. Б. Де Муро. Научно-исследовательским учреждением является «Экспериментальная станция по производству пробки», при которой имеются техническая библиотека и музей оборудования. Высшее юридическое и фармацевтическое образование можно получить в филиале Университета Сассари, а местный Евросредиземноморский институт даёт высшее образование в сфере религиоведения. Город является центром розничной торговли для окрестных сёл. Развивается туризм — функционирует информационный центр, несколько гостиниц и агроусадеб. В окрестностях города выращивают оливы, овощи и фрукты, разводят коров, овец и коз.

## Инфраструктура и транспорт
Через Темпьо-Паузания проходит федеральная автодорога ss127  Сассари-Ольбия, самый извилистый участок которой от Плоаге до Бортиджадас спрямляет более новая дорога ss672 . Из Темпьо в Палау идёт федеральная трасса ss133 , а из Темпьо в Оскири — автодорога ss392 . Рейсовые автобусы предприятия ARST связывают город Темпьо-Паузания с Ольбией, Сассари, Санта-Тереза-Галлура, Тринита-д'Агульту-э-Виньола. В летнее время это же предприятие пускает туристический «Маленький зелёный поезд» по узкоколейным железным дорогам по маршруту Сассари-Темпьо-Палау. Железнодорожный транспорт в этой части Сардинии не выдержал конкуренции с автомобильным, поэтому регулярные коммерческие перевозки отсутствуют, а дорожная инфраструктура и подвижной состав сохранились неизменными с 40—50-х годов XX века.

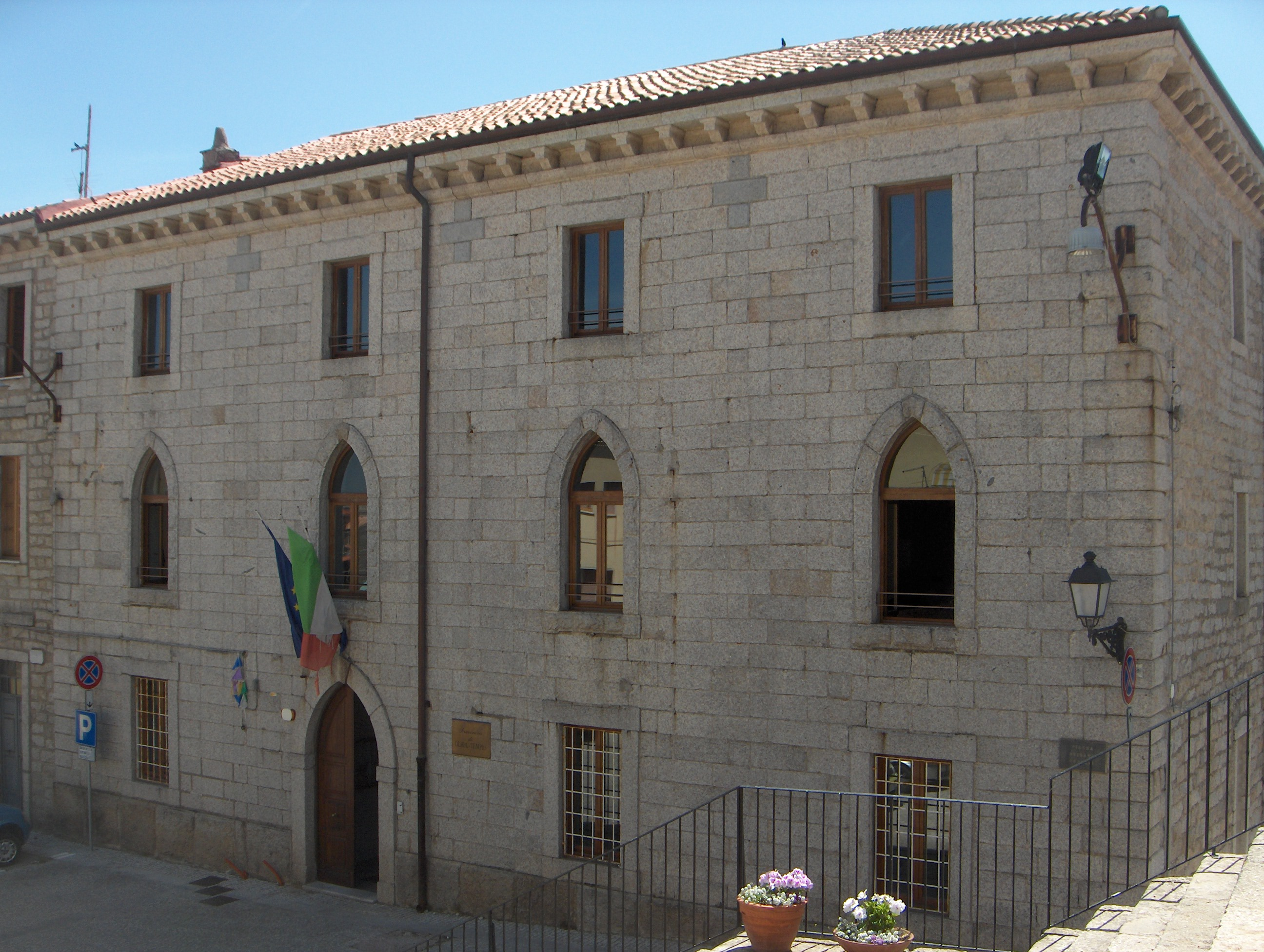
Здание администрации провинции Ольбия-Темпьо в палаццо Пес ди Вилламарина на пл. Бригады «Сассари»

Ближайший аэропорт — «Коста Смеральда» — и пассажирский порт находятся в Ольбии на расстоянии 50 км от Темпьо. До аэропорта «Фертилия» г. Альгеро — около 100 км.

## Администрация
С 2005 года Темпьо-Паузания совместно с Ольбией являлся одним из двух административных центров провинции Ольбия-Темпьо: здесь расположены филиалы законодательных и исполнительных органов провинции, налоговые учреждения, гражданский и уголовный суды провинции, епархия Римско-католической церкви. В 2016 году провинция Ольбия-Темпьо была упразднена, и Темпьо-Паузания вошёл в состав провинции Сассари с сохранением автономной администрации. Мэр — Джованни Антонио Аддис, избран 25 октября 2020 г. от коалиции «Темпьо: традиции и будущее».